# Kazuki Teshima
Kazuki Teshima (jap. 手島 和希 Teshima Kazuki; ur. 7 czerwca 1979) – japoński piłkarz.

## Kariera klubowa
Od 1998 do 2009 roku występował w klubach Yokohama Flügels, Kyoto Sanga F.C. i Gamba Osaka.

## Kariera reprezentacyjna
W 1999 roku Kazuki Teshima zagrał na Mistrzostwach Świata U-20.